# ダニエル・チャヴァリア
ダニエル・チャヴァリア（Daniel Chavarría、1933年11月23日 - 2018年4月6日）は、ウルグアイ出身のキューバの小説家。男性。国際推理作家協会の創設メンバーの一人。

## 人物
炭鉱労働者、ファッション・モデル、ガイド、俳優、翻訳者などを経て、45歳のときに作家になることを決意。1992年には"Allá ellos"で、スペイン語で書かれた最も優れた推理小説に贈られるダシール・ハメット国際推理小説賞（国際推理作家協会主催）を受賞。1994年には、キューバの首都ハバナを舞台にしたスラップスティック・クライムノヴェル"Adiós muchachos"（日本版タイトル：『バイク・ガールと野郎ども』）を発表。2001年にアメリカで刊行されたこの作品の英訳版は、ドナルド・E・ウェストレイクやローレンス・ブロックらの絶賛を受け、アメリカ探偵作家クラブ（MWA）が主催するエドガー賞の最優秀ペーパーバック賞を受賞した。
小説家としての活動のかたわら、大学でラテン文学、ギリシャ文学を教えた。
2018年4月6日、死去した。84歳没。

## 日本語訳作品
- バイク・ガールと野郎ども （英訳版からの翻訳、訳：真崎義博、2002年11月、早川書房 ハヤカワ・ミステリ文庫、ISBN 9784151738012）（Adiós muchachos (1994)）